# Corrency
Corrency je transakční systém navržený k podpoře lokálních ekonomik a distribuci financí s aktivní spoluúčastí občanů. Tento systém byl vyvinut s úmyslem poskytnout nástroj, který by občanům umožnil aktivně se podílet na rozhodování o využití veřejných finančních prostředků a současně podpořil místní podnikatele. V rámci Corrency je využívána zúčtovací jednotka nazývaná „corrent“.
Projekt byl poprvé implementován v Kyjově v roce 2021. Později navázal partnerství s Českou spořitelnou a získal záštitu Svazu měst a obcí České republiky, Asociace malých a středních podniků České republiky a Hospodářské komory České republiky.
Za iniciací projektu stojí podnikatel Pepe Rafaj, generálním ředitelem je podnikatel Petr Stuchlík.
Corrency je produktem akciové společnosti CorCo Systems.

## Fungování projektu
Finanční podporu si určuje a následně i poskytuje radnice města/obvodu/části. O výši celkové alokované částky i všech dalších parametrech projektu vždy rozhoduje samo město. Z příspěvku na podporu v CZK se poté vygeneruje daná suma v correntech pro jednotlivé občany.

### Vlastnosti correntu:
- platnost na určitou lokalitu (např. město Roudnice nad Labem)
- spoluúčast občana na nákupu (např. 50%)
- určené oblasti využití (např. kroužky, kultura, zdraví atd.)

### Příjemce podpory
Příjemci podpory se mohou stát vybrané skupiny občanů, které splňují podmínky určené radnicí nebo jiným zřizovatelem systému. Ti mají po registraci nárok na obdržení určené finanční částky ve formě correntů. 

### Platba correnty za služby a produkty
Držitelé correntů mohou u registrovaných obchodníků zaplatit určitou část z celkové ceny služby či zboží correnty (nejčastěji 50 %). Po registraci občan obdrží SMS zprávu s vygenerovaným kódem, který následně nadiktují u vybraného obchodníka. Tomu se zobrazí kolik Kč bude zaplacenou correnty a kolik musí sám občan doplatit. Po každé transakci občan obdrží SMS zprávu s novým kódem a vypočítaným zůstatkem correntů. U plateb za dětské kroužky je možné využít i systému online plateb.

### Obchodník
Do systému Corrency se mohou zapojit lokální obchodníci, poskytovatelé služeb, kteří splňují paramatry stanovené zřizovatelem. Seznam zapojených obchodníků lze vždy nalézt na webové stránce projektu.

## Využití
Oproti plošným státním podporám Corrency poskytuje možnost adresného využití financí a zároveň možnost výběru konkrétního zaměření projektu.  Municipalita si vždy sama určí, kterou část obyvatelstva nebo ekonomického sektoru si přeje podpořit a podle toho i upraví parametry projektu. Nejčastěji realizovanými projekty jsou:

### Sport a volnočasové aktivity
Projekt je určen na podporu rodin s dětmi, zejména v oblasti kroužků a volnočasových aktivit. Hlavním cílem je fiančně podpořit místní rodiny a zároveň povzbudit děti k účasti na aktivitách, jako jsou volnočasové kroužky, příměstské nebo pobytové tábory nebo aktivity, které rozvíjejí sportovní, umělecké a tvůrčí schopnosti. 
Do roku 2024 proběhl projekt na podporu volnočasových aktivit dětí v Slezské Ostravě, MČ Praha 18, Jeseníku, Prostějově, Ostravě-Poruba, Ostravě-Jih, Chotěboři, MČ Praha 14, Jihlavě a Kostelci nad Orlicí.

### Podpora lokální ekonomiky
Tento projekt pomáhá oživit místní ekonomiku a posiluje koupěschopnost občanů. Díky radnici občané mohou využívat příspěvků k podpoře lokálních obchodníků a zároveň ušetřit za zboží a služby. Občané jsou projektem motivováni peníze nenechávat jen ležet, čímž je stimulována místní ekonomika.
Do roku 2024 proběhl projekt na podporu lokální ekonomiky v MČ Praha 14, MČ Praha-Kolovraty, Aši, Jeseníku a Lovosicích.

### Podpora seniorů
Pro využití tohoto projektu se obce rozhodují s úmyslem posílit místní ekonomiku a současně pomoci občanům ve zvýšeném riziku sociálního vyloučení, konkrétně seniorů. Z rozpočtů těchto obcí jsou poté vyčleněny konkrétní finanční částky, které jsou následně distribuovány ve formě correntů pro zaregistrované seniory. Senioři mohou tyto correnty využít u obchodníků schválených radnicí.
Do roku 2024 proběhl projekt na podporu seniorů v Prostějově a MČ Praha 18

### Podpora kultury
Cílem tohotot projektu je formou slevy pro občany popularizovat kulturní aktivity a zároveň podpořit místní kulturní zařízení a umělce. Občané tak získají finanční podporu, kterou mohou využít na nákup vstupenek a na kulturní akce pořádané vybranými kulturními zařízeními.
Do roku 2024 proběhl projekt na podporu kultury v Ostravě-Jih a Jindřichově Hradci

## Partnerství, podpora a záštity projektu
Corrency navázalo spolupráci s Českou spořitelnou. Ta pak distribuuje systém Corrency prostřednictvím svých bankovních poradců orientovaných na veřejný sektor.
Projekt získal záštitu od Svazu měst a obcí České republiky, Hospodářské komory a Asociace malých a středních podniků.
Na institucionální úrovni je systém Corrency podporován Ministerstvem průmyslu a obchodu, Ministerstvem vnitra a zástupci e-Governmentu v České republice.